# Черновка (Ардатовський район)
Черно́вка (рос. Черновка, ерз. Черновка) — присілок у складі Ардатовського району Мордовії, Росія. Входить до складу Сілінського сільського поселення.

## Населення
Населення — 12 осіб (2010; 21 у 2002).
Національний склад (станом на 2002 рік):
- росіяни — 100 %